# Бригады мучеников Аль-Аксы
Бригады мучеников аль-Аксы (араб. كتائب شهداء الأقصى‎, Ката̄ʾиб Шухада̄ʾ Аль-ʾАк̣с̣а̄) — палестинская военизированная группировка, позиционирующая себя как военизированное крыло ФАТХ. Возникла в начале 2001 года. Квалифицируется как террористическая организация в США, Израиле, Канаде, странах Евросоюза и Японии.

## Терроризм
«Бригады мучеников аль-Аксы» начали свою борьбу во время «второй интифады». В результате боевых атак этой группировки погибло 126 граждан Израиля.

## Связь с ФАТХ
Вопрос о прямой связи между «Бригадами мучеников Аль-Акса» и лидеров ФАТХ неоднозначен. По мнению Х. Фетчера, прямые приказы группировка получала, скорее, от Ясира Арафата, нежели от Махмуда Аббаса, занявшего пост премьер-министра ПНА в начале 2003 года.
В течение «второй интифады» ООП официально опровергала свою причастность к терактам. Руководство партии ФАТХ (главой которой был Арафат) заявляло, что никогда не принимало решение о создании этой группировки и не признаёт её своим боевым крылом.
При этом, перед самым началом операции «Защитная стена» в 2002 году, после очередного теракта группировки «Бригады мучеников Аль-Аксы», глава Службы превентивной безопасности ПНА на Западном берегу реки Иордан, Джибриль Раджуб, оценил её как «замечательное явление в истории ФАТХ» и заявил, что ПНА не планирует расформировывать эту группировку.
В ноябре 2003 года журналисты BBC обнародовали факт платежей на сумму в $50 000 в месяц, перечисляемых ФАТХом «Мученикам». Министр спорта и молодежи ПА заявил, что деньги выплачиваются боевикам, отобранным для службы в органах безопасности автономии, в качестве зарплаты. Он заявил, что деньги выплачиваются им «с тем, чтобы они не попали под стороннее влияние и не совершали дополнительные теракты-самоубийства».
Но после этого, в июне 2004 года, премьер-министр автономии Ахмед Куреи открыто подтвердил полную ответственность за эту террористическую организацию:
- «Мы открыто заявляем, что „Бригады мучеников Аль-Аксы“ являются частью ФАТХа. Они находятся под нашим руководством, и ФАТХ принимает на себя полную ответственность за группу» („Fatah bears full responsibility for the group“.)[6].

В июле 2004 года он также заявил:
- «„Бригады мучеников Аль-Аксы“, военное крыло ФАТХа, не будет распущено…»[7].

Преемник Арафата — Махмуд Аббас — в январе 2005 года объявил о включении «Бригад мучеников аль-Аксы» в состав палестинских сил безопасности и потребовал «прекратить все боевые действия, которые вредят национальным интересам и дают повод Израилю подорвать стабильность палестинского общества».
Тем не менее «Бригады мучеников аль-Аксы» продолжили террор против Израиля, а Махмуд Аббас продолжал их осуждать. 

Имели место и столкновения между «Бригадами» и палестинской полицией.
В декабре 2007 года, после убийства членами «Бригад мучеников Аль-Акса» двух израильтян близ Хеврона, министр внутренних дел Палестинской автономии Яхиа заявил, что принято решение о их расформировании. В ответ на это подразделение «Бригад мучеников Аль-Аксы» в Газе выпустило в конце декабря 2007 года листовку, в которой назвало Яхиа «коллаборационистом, который следует за американскими и сионистскими хозяевами» и грозило ему убийством. Члены подразделения заявили, что будут «придерживаться джихада и сопротивления до тех пор, пока не освободят Палестину от сионистов».
После смерти Усамы бен Ладена «Бригады мучеников Аль-Аксы» опубликовали заявление, в котором оплакивали смерть «святого мученика» Усамы бин Ладена, убитого 1 мая в Пакистане.
В заявлении боевого крыла ФАТХа говорится: «Убийство бен Ладена не остановит нашу миссию джихада против несправедливости и оккупации».

## Руководство
До августа 2022 года организацию возглавлял Ибрагим аль-Набулси (Ibrahim al-Nabulsi). 8 августа 2022 года был застрелен в Наблусе в ходе рейда израильской армии.